# World Order (Musikprojekt)
World Order (jap. ワールド・オーダー) ist ein japanisches Musikprojekt von Genki Sudō.

## Werdegang
Nach dem Ende seiner Karriere als Martial-Arts-Profi (K-1, Ultimate Fighting Championship, MMA) gründete Genki Sudō 2009 die Gruppe, bei der er selbst für Musik, Texte und das Konzept verantwortlich zeichnet, während die übrigen sechs Mitglieder bei der Performance auf der Bühne und in den Musikvideos als Tänzer fungieren (schon in seiner Zeit als Martial-Art-Kämpfer war Genki Sudō für seine aufwendigen Shows und gelegentlichen Tanzeinlagen bekannt). Die elektronische Tanzmusik von World Order ist von Kraftwerk und den Pet Shop Boys beeinflusst; in den Videos ist die stets in konventionelle Geschäftsanzüge gekleidete Gruppe bei roboterhaften Tanzdarbietungen zu sehen, die oft an öffentlichen Orten vor ahnungslosem Publikum gefilmt worden sind. Das Video zu ihrem bekanntesten Song Machine Civilisation entstand unter anderem auf japanischen Flughäfen während des Hochbetriebs in Folge des Erdbebens von 2011 und inmitten zerstörter Industrieanlagen.

## Diskografie
- 2010: World Order (CD)
- 2010: Boy Meets Girl
- 2011: Machine Civilization
- 2012: 2012 (CD)
- 2012: Find the Light / Permanent Revolution (EP)
- 2013: Genki Sudo Presents: World Order in Budokan
- 2014: Have a Nice Day
- 2014: Informal Empire
- 2015: Multipolarity
- 2015: The Next Phase
- 2016: Quiet Happiness
- 2017: Singularity
- 2017: World Order Performance Video Collection
- 2018: Let’s start WW3
- 2019: Exodus
- 2021: Censorship